# Nevo rojo
Un nevo rojo (también llamado lunar rojo, nevo rubí, punto rubí o lunar de sangre) son lunares benignos, en hombres y mujeres, usualmente en la zona del tórax, cuello y brazos. Normalmente son circulares, de color rojo y de uno o dos milímetros de diámetro. Son frecuentes también en personas de piel muy blanca.
Su aparición ocurre por una dilatación vascular de pequeños vasos sanguíneos superficiales.

## Historia
En el antiguo Egipto se tenía la creencia que las personas con lunares rojos tenían poderes mágicos y que podían predecir el tiempo, en especial, las lluvias. A las mujeres que los tenían, se les consideraban sacerdotisas y se les consultaba el momento justo en que debían sembrar y cosechar.
En Atenas también se les consideraba pitonisas, pero en este caso, auguraban el amor. Los hombres que los poseían, era considerados como aves de mal agüero; en cambio, las mujeres eran siempre bellas como la isabella, inteligentes y su buen humor era considerado como el alivio perfecto para cualquier mal.